# Illusion (Dua Lipa)
Illusion is een nummer van de Brits-Albanese zangeres Dua Lipa. Het nummer werd op 11 april 2024 uitgebracht als de derde single van haar derde studioalbum Radical Optimism. Het nummer werd gekozen als de Alarmschijf door het Nederlands radiostation Qmusic. "Illusion" bereikte de tiende plaats in de Ultratop 50 Singles (Vlaanderen) en de zeventiende plaats in de Nederlandse Top 40.

## Achtergrond
In 2023 kondigde Lipa aan dat haar derde studioalbum in 2024 zou verschijnen. Ze bracht de eerste single van het album, "Houdini", uit op 9 november 2023. Vervolgens bracht ze de tweede single uit, "Training Season", op 15 februari 2024. Op 13 maart 2024 kondigde de zangeres het album Radical Optimism aan via een livestream op Instagram; bevestigde de titel, hoes en releasedatum. De tracklijst van het album werd op dezelfde dag ook onthuld, met "Illusion" als zevende nummer.
Lipa kondigde de release van "Illusion" als single aan op 4 april 2024 via haar socialemedia-accounts, samen met de hoes en een fragment van 30 seconden van het nummer.
"Illusion" is een dansnummer dat invloeden bevat uit psychedelische muziek.

## Videoclip
De videoclip voor "Illusion" werd samen met het nummer uitgebracht. De clip werd geregisseerd door Tanu Muino en gefilmd in het gemeentelijk zwembad van Montjuïc in Barcelona. In de clip verschijnt een groep dansers opgesteld op een vergelijkbare manier als een castell, een typische traditie van Catalonië.

## Hitnoteringen

### Nederlandse Top 40
| Positie: | 29 | 23 | 22 | 22 | 22 | 23 | 24  | 29 | 37 | 38 | 38 | 36 | 28 | 23 | 20 |
| Week:    | 16 | 17 | 18 | 19 | 20 | 21 |     |    |    |    |    |    |    |    |    |
| Positie: | 17 | 22 | 30 | 34 | 36 | 38 | uit |    |    |    |    |    |    |    |    |

### NederlandseSingle Top 100
| Positie: | 38 | 48 | 50  | 46 | 55 | 60 | 70 | 69 | 72 | 70 | 65 | 77 | 99 | uit | 100 |
| Week:    | 15 | 16 |     |    |    |    |    |    |    |    |    |    |    |     |     |
| Positie: | 84 | 96 | uit |    |    |    |    |    |    |    |    |    |    |     |     |

### Ultratop 50 Vlaanderen
| Positie: | 27 | 29 | 34  | 35 | 33 | 31 | 44 | 30 | 22 | 16 | 25 | 19 | 13 | 16 | 10 |
| Week:    | 16 | 17 | 18  | 19 | 20 | 21 | 22 | 23 | 24 | 25 | 26 | 27 | 28 | 29 | 30 |
| Positie: | 12 | 12 | 13  | 18 | 13 | 22 | 13 | 18 | 17 | 19 | 31 | 43 | 41 | 37 | 36 |
| Week:    | 31 | 32 |     |    |    |    |    |    |    |    |    |    |    |    |    |
| Positie: | 50 | 50 | uit |    |    |    |    |    |    |    |    |    |    |    |    |